# Justizvollzugsanstalt Stuttgart

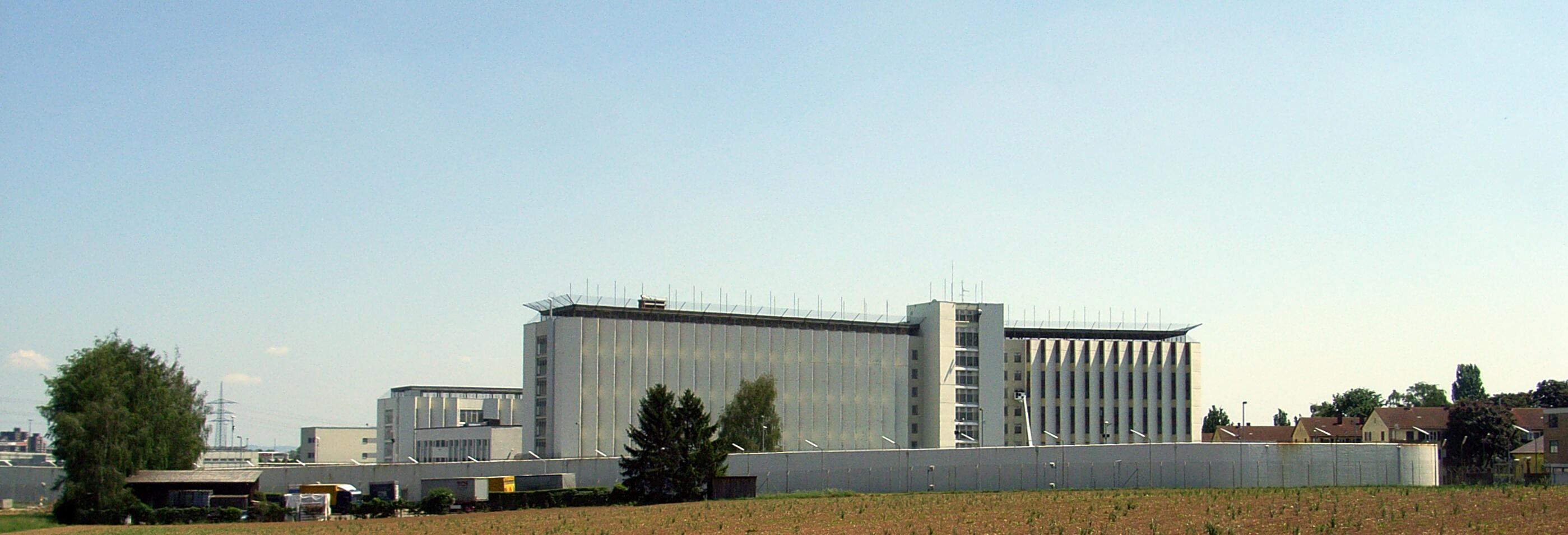
Justizvollzugsanstalt Stuttgart

Die Justizvollzugsanstalt Stuttgart befindet sich im Stuttgarter Stadtteil Stammheim, dem nördlichsten Stadtbezirk der Landeshauptstadt Baden-Württembergs. Sie ist die größte von insgesamt 17 Justizvollzugsanstalten mit 19 Außenstellen in Baden-Württemberg. Überregionale mediale Beachtung erfuhr die JVA Stammheim in den 1970er Jahren durch die Prozesse gegen die RAF und die Inhaftierung führender Mitglieder im Hochsicherheitstrakt.

## Geschichte
Die Justizvollzugsanstalt Stuttgart wurde 1960 bis 1963 nach den damals modernsten Erkenntnissen der Sicherheit mit zwei Hafthäusern erbaut und 1964 in Betrieb genommen; sie ersetzte das Gefängnis Urbanstraße in der Stuttgarter Innenstadt aus dem Jahre 1872.
2005 wurde ein weiteres Hafthaus in Fertigbauweise angegliedert, das Platz für 128 Inhaftierte bietet.
Im Dezember 2006 wurde mit Regina Grimm erstmals in Baden-Württemberg eine Frau als Leiterin einer Männer-Haftanstalt eingesetzt.
Ab Anfang 2006 wurde der komplette Eingangsbereich umgebaut. 2009 erfolgte die Eröffnung der neuen Torwache als zentraler Zugang der JVA. Im Februar 2012 begannen Bauarbeiten für fünf neue Hafthäuser, welche mit dem zuletzt gebauten Haus 3 verbunden werden und das alte und sanierungsbedürftige Hochhaus (Bau 1) ersetzen sollen. Die Eröffnung der Neubauten war schon für 2015 geplant, wurde aber zeitlich durch einen Wasserschaden und zwei Insolvenzen von beauftragten Baufirmen verzögert.
Die Übergabe der neuen Gebäude erfolgte schließlich im Oktober 2017. Sie bieten Platz für insgesamt 559 Häftlinge. 337 davon können in Einzelzellen unterkommen, 222 in Gruppenzellen mit zwei bis vier Personen. Die Kosten lagen bei 57 Millionen Euro. Nach Abschluss der Umbauarbeiten kommt die Anstalt auf 787 Haftplätze und wird so zu der größten Justizvollzugsanstalt in Baden-Württemberg.
Zukünftig ist die Verlegung des nahe gelegenen Justizvollzugskrankenhauses Hohenasperg hierher geplant. Dafür muss das denkmalgeschützte Mehrzweckgebäude auf dem Gelände der JVA abgerissen werden. Einem entsprechenden Antrag gab die Denkmalschutzbehörde im Juni 2022 statt. Es wird mit Baukosten in Höhe von ca. 25 Mio. Euro gerechnet.

## Zuständigkeit
Die Justizvollzugsanstalt Stuttgart ist sachlich und örtlich zuständig für Männer im geschlossenen Vollzug mit Freiheitsstrafen bis zu einem Jahr und drei Monaten, Freiheitsstrafen von mehr als einem Jahr und drei Monaten, Untersuchungshaft und Strafarrest.

## Zahlen und Fakten
Die Anstalt besteht aus drei Hafthäusern, dem sogenannten Bau 1 (dem größten Hafthaus), dem Bau 2 und den neuen Häusern 3–5. Das eingezäunte und mit einer Mauer versehene Gelände der Anstalt umfasst 49.600 m². Im Oktober 2018 waren im Durchschnitt 768 Gefangene inhaftiert.
Die Anstalt ist für bis zu 787 Häftlinge ausgelegt. Neun dieser Plätze sind für Frauen auf Transport vorgesehen, die restlichen 778 für männliche Häftlinge im normalen Vollzug. Die ca. 600 Hafträume teilen sich in Einzelzellen oder Gemeinschaftszellen auf, wobei die Gemeinschaftszellen mit zwei bis vier Gefangenen belegt werden. Das Vollzugliche Arbeitswesen beschäftigt ca. 250 Inhaftierte in mehreren Betrieben und hat eine Produktionsfläche von 950 m².

## Ausbildung und Freizeitangebote
In der JVA sind zwei Pädagogen beschäftigt, die für Inhaftierte schulische Kurse anbieten. Schulabschlüsse sind nicht möglich, da in der JVA hauptsächlich Untersuchungsgefangene untergebracht sind. Es werden viele Freizeitgruppen angeboten, für die sich die Inhaftierten mit einem Antrag anmelden müssen, außerdem Gesprächsgruppen, Bibelstunden, Schach- und Skatgruppen, auch Kraftsport und Fußball. Auch gibt es in unregelmäßigen Abständen Konzerte oder Theatervorführungen. Den Inhaftierten steht zudem eine Gefängnisbücherei zur Verfügung. Die Inhaftierten haben mehrmals pro Woche die Möglichkeit zum Umschluss, wobei Inhaftierte ihre Mithäftlinge auf deren Zelle besuchen können.
Seit Anfang 2008 versucht die Initiative Rock im Knast eine Brückenfunktion zwischen „drinnen und draußen“ zu schaffen, indem sie Bands und Musikern die Möglichkeit gibt, in Justizvollzugsanstalten aufzutreten.

## RAF-Prozesse
In der breiten Öffentlichkeit ist die JVA vor allem durch die Inhaftierung führender Mitglieder der Terrororganisation Rote Armee Fraktion bekannt geworden. Eigens für die Prozesse gegen RAF-Mitglieder wurde 1975 neben dem Gelände der Justizvollzugsanstalt ein Mehrzweckgebäude erbaut. Als Vorkehrung gegen etwaige Befreiungsversuche mit Hubschraubern wurde diese Halle – ebenso wie der Hofgang – großflächig mit Stahlnetzen überspannt. Die Baukosten für die Erweiterung betrugen 12 Millionen DM.
Nach Fertigstellung der Erweiterungen waren zeitweilig bis zu neun RAF-Mitglieder im siebten Stock der JVA zusammengelegt. Die Häftlinge hatten täglich die Möglichkeit zum Umschluss. Entgegen sonst üblicher Vorschriften waren Frauen und Männer zusammengelegt. Die Häftlinge durften Plattenspieler, zeitweise auch Fernsehgeräte betreiben und erhielten hunderte Zeitschriften und Bücher.
Während der Terroranschläge des Deutschen Herbsts 1977 bestand während einiger Wochen ein offizielles Kontaktverbot, das durch das eigens nachträglich beschlossene Kontaktsperregesetz möglich geworden war. In dieser Phase wurden die Häftlinge isoliert. Daraufhin wurde von Gefangenen und Anwälten behauptet, in der JVA werde Isolationsfolter betrieben. Später wurde bekannt, dass Jan-Carl Raspe über das Netz des ehemaligen Anstaltsfunks der JVA eine Wechselsprechanlage gebastelt hatte, über die sich die Gefangenen auch während der Kontaktsperre unbemerkt unterhalten konnten.
Nach dem Suizid von Ulrike Meinhof am 9. Mai 1976 durch Erhängen starben in der „Todesnacht von Stammheim“ am 18. Oktober 1977 die RAF-Mitglieder Andreas Baader, Gudrun Ensslin und Jan-Carl Raspe durch Suizid. Das vierte inhaftierte Mitglied der Gruppe, Irmgard Möller, überlebte mit mehreren Stichverletzungen im Brustbereich.

## Mehrzweckgebäude des Oberlandesgerichts Stuttgart
Nach den ersten RAF-Prozessen wurde das Mehrzweckgebäude (MZG) des Oberlandesgerichts Stuttgart weiter für große Prozesse genutzt, unter anderem gegen spätere Mitglieder der RAF. So wurden die Prozesse gegen Christian Klar, Peter-Jürgen Boock und Verena Becker in diesem Gebäude geführt.
Außerdem standen in dem MZG bereits Islamisten, PKK-Aktivisten und Black Jackets vor Gericht. Daher konnte das Gebäude nie wie ursprünglich gedacht als Sporthalle oder Werkstatt der JVA Stuttgart genutzt werden. Nach der Fertigstellung des neuen Gerichtsgebäudes im Juni 2019 (siehe unten) ist der Abriss geplant. Dem Abriss des denkmalgeschützten Bauwerks stimmte die zuständige Denkmalschutzbehörde im Juni 2022 zu.

## Neues Gerichtsgebäude
Das alte Mehrzweckgebäude konnte nach Angaben des Landes nicht mehr wirtschaftlich saniert werden. Deshalb wurde daneben ein neues Gerichtsgebäude für das Oberlandesgericht errichtet. Dieses wird wie der alte Bau für Staatsschutzverfahren verwendet.
Das Richtfest fand am 22. Juni 2016 statt; die Fertigstellung war ursprünglich für Ende 2017 geplant. Tatsächlich fand die Übergabe erst am 3. Juni 2019 statt. Das neue Gebäude verfügt über zwei Sitzungssäale mit 90 und 60 Plätzen. Insgesamt hat der Bau 29 Millionen Euro gekostet.

## Film/Fernsehen
- Stammheim – Spielfilm über die Baader-Meinhof-Prozesse von Reinhard Hauff, mit Ulrich Tukur als Andreas Baader.
- Der Baader Meinhof Komplex – Verfilmung des gleichnamigen Buches von Stefan Aust, mit Moritz Bleibtreu als Andreas Baader.
- Todesspiel – Zweiteilige Dokumentation (Teil 1: Volksgefängnis, Teil 2: Entführt die Landshut) von Heinrich Breloer
- Stammheim – Zeit des Terrors (D), dokumentarischer Fernsehfilm, Regie: Niki Stein, Muriel Amstalden